# Vic Beasley
Victor Beasley, detto Vic (Adairsville, 8 luglio 1992), è un giocatore di football americano statunitense che milita nel ruolo di outside linebacker per gli Arlington Renegades della United Football League (UFL).

## Carriera universitaria
Al college, Beasley giocò a football con i Clemson Tigers dal 2010 al 2014. Dopo avere passato la sua prima stagione come redshirt (poteva cioè allenarsi con la squadra ma non scendere in campo), nel 2011 disputò nove partite mettendo a segno due tackle. Nel 2012 fece registrare 18 tackle e 8 sack. Dopo le prime sei gare della stagione 2013, Beasley guidava la nazione in sack, terminando quell'annata con 13, venendo inserito nella formazione ideale della Atlantic Coast Conference (ACC) e nominato All-American da diverse pubblicazioni.
Beasley optò per rimanere al college anche nel suo ultimo anno invece di dichiararsi eleggibile per il Draft NFL 2014 (dove era pronosticato per essere una scelta del secondo giro) e laurearsi. Iniziò la stagione con 21 sack, a otto di distanza dal record dell'istituto condiviso da Michael Dean Perry e Gaines Adams. Batté tale primato nel mese di ottobre, venendo premiato come difensore dell'anno della ACC e di nuovo votato come All-American.

## Carriera professionistica

### Atlanta Falcons
A marzo 2015, NFL.com aveva classificato Beasley come una delle potenziali prime cinque scelte del Draft NFL 2015. Il 30 aprile fu scelto come ottavo assoluto dagli Atlanta Falcons. Debuttò come professionista partendo come titolare nella gara del primo turno contro i Philadelphia Eagles, facendo registrare tre tackle e un passaggio deviato. Il primo sack in carriera lo mise a segno nel turno successivo su Eli Manning dei Giants. La sua stagione da rookie si chiuse con 26 tackle e 4 sack disputando tutte le 16 partite come titolare.
Nella settimana 6 della stagione 2016, Beasley fece registrare un nuovo primato personale con 3,5 sack nella vittoria sui Denver Broncos campioni in carica. Nel quattordicesimo turno fu premiato come miglior difensore della NFC della settimana dopo avere messo a segno tre sack e forzato un fumble che ritornò in touchdown nella vittoria per 42-14 sui Los Angeles Rams. A fine stagione fu convocato per il primo Pro Bowl in carriera e inserito nel First-team All-Pro dopo avere guidato la NFL in sack con 15,5 e in fumble forzati con 6 (alla pari di Bruce Irvin). Il 5 febbraio 2017 partì come titolare nel Super Bowl LI in cui i Falcons furono battuti ai tempi supplementari dai New England Patriots dopo avere sprecato un vantaggio di 28-3 a tre minuti dal termine del terzo quarto.
Nel 2017 Beasley fu meno produttivo della stagione precedente, scendendo a 5,0 sack in 14 presenze. Un altro lo mise a segno nel primo turno di playoff su Jared Goff nella vittoria in casa dei Los Angeles Rams.

### Tennessee Titans
Il 17 marzo 2020 Toilolo firmò con i Tennessee Titans un contratto annuale del valore di 9,5 milioni di dollari.

## Palmarès

### Franchigia
- National Football Conference Championship: 1

Atlanta Falcons: 2016

### Individuale
- Convocazioni al Pro Bowl: 1

2016
- First-team All-Pro: 1

2016
- Difensore della NFC del meseː 1

dicembre 2016
- Difensore della NFC della settimana: 1

14ª del 2016
- Leader della NFL in sack / Deacon Jones Award: 1

2016
- Leader della NFL in fumble forzati: 1

2016